# 塞雷雷區
塞雷雷區是非洲中部國家烏干達的111個區之一，由東部區負責管轄，首府是塞雷雷，距離首都坎帕拉約205公里和索羅提約35公里，2002年人口估計為176,500。

## 外部連結
- Proposed Serere District Information Portal

01°30′N 33°33′E / 1.500°N 33.550°E